# Louis-Paul M’Fédé
Louis-Paul M’Fédé (Yaoundé, 1961. február 26. – Yaoundé, 2013. június 10.) kameruni válogatott labdarúgó.

## Pályafutása

### Klubcsapatban
Pályafutása nagy részét a Canon Yaoundé csapatában töltötte (1981–83, 1988–90, 1991–94). 1983 és 1987 között Franciaországban a Stade Rennesben játszott. Az 1990–91-es szezonban a spanyol UE Figueres együttesénél szerepelt kölcsönben. 

### A válogatottban
1984 és 1994 között 66 alkalommal szerepelt a kameruni válogatottban és 8 gólt szerzett. Tagja volt az 1984. évi nyári olimpiai játékokon szereplő válogatott keretének és részt vett az 1990-es és az 1994-es világbajnokságon, illetve az 1986-os, az 1990-es és az 1992-es Afrikai nemzetek kupáján és tagja volt az 1988-ban Afrikai nemzetek kupáját nyerő válogatottak keretének is.

## Sikerei, díjai
Canon Yaoundé
- Kameruni bajnok (1): 1982, 1991

Kamerun
- Afrikai nemzetek kupája (1): 1988